# Høstarbejde paa Landet
Høstarbejde paa Landet er en dansk dokumentarisk optagelse fra 1932.

## Handling
Optagelser af høstarbejdet med traktor og hestevogne. Årstallet er usikkert.
Optagelserne kan stamme fra filmen "Høst på Klæsøgården" (1932), optaget på Langeland af Kai Uldall.